# 坪井忠二
坪井 忠二（つぼい ちゅうじ、1902年（明治35年）9月9日 - 1982年（昭和57年）11月19日）は、日本の物理学者。専門は地球物理学。学位は、理学博士（東京大学・論文博士・1934年）東京大学名誉教授。随筆家。理学博士・寺田寅彦の弟子として知られている。

## 人物
坪井正五郎・直子の次男として東京府に生まれた。父・正五郎はコロボックル日本原住民説を唱えた人類学者で、母・直子は箕作秋坪の長女。従って忠二は坪井信道と箕作阮甫の曾孫である、地質学者・鉱物学者・岩石学者の坪井誠太郎は忠二の兄である。
1915年に東京高等師範学校附属小学校（現・筑波大学附属小学校）、1920年に東京高等師範学校附属中学校（現・筑波大学附属中学校・高等学校）を卒業する。附属中学の同級生には、下村三郎（元最高裁判所判事）、市原豊太（フランス文学者、獨協大学学長）、菊池正士（物理学者）、中島健蔵（フランス文学者）などがいた。
旧制第一高等学校を経て東京帝国大学理学部物理学科に入学、寺田寅彦に師事する。1926年（大正15年）に卒業して東京大学地震研究所の助手となった。1929年（昭和4年）、理学部助教授、1934年 理学博士（東京大学）（学位論文「Investigation on the deformation of the earth's crust found by precise geodetic means（精密測量に依りて見出サレタル地殻変動の研究）」）の学位を取得。  
1941年（昭和16年）、教授。理学部長を務めた後、1963年（昭和38年）に東京大学を退官。地震と重力の関係を解明し、日本の重力分布図を作成した。また、師の寺田同様軽妙なエッセイを数多く残している。
1950年（昭和25年）、昭和天皇の招きで開かれた座談会形式の合同進講に宇田道隆、正野重方、辻光之助、藤本治義とともに出席。坪井は地球物理学に関する進講を行った。
1952年（昭和27年）、「地殻の物理的性状に関する研究」で日本学士院賞受賞。
1972年叙勲二等授旭日重光章。1982年叙従三位。
妻の正子は東京帝国大学医学部教授を務めた島薗順次郎の長女。従って坪井忠二は島薗順雄（順次郎の長男、和光女子大学教授、医学博士）および島薗平雄（順次郎の次男、宮崎大学教授、農学博士）の義弟で、高橋忠雄（元東京慈恵会医科大学教授、妻の文子は順次郎の次女）・武田敬之助（元武田薬品工業社長・5代目武田長兵衛の子、妻のしづは順次郎の三女）・堀武男（元日本プレスコンクリート相談役、妻の千代は順次郎の四女）・島薗安雄（順次郎の三男、元国立武蔵療養所長、医学博士）の義兄にあたる。また忠二・正子夫妻の長女・良子は安川電機製作所創業者・安川第五郎の四男で幾島家の養子となった医師・幾島明に嫁いだ。故に元安川電機社長の安川敬二と国文学者の安川定男は忠二の娘婿の実兄であるといえる。次女・敦子は九州東海大学学長となる原子力工学研究者川島協に嫁いだ。また、中国近現代史研究者の川島真はその子であるので、坪井忠二の孫にあたる。宗教学者の島薗進は安雄の長男なので忠二の義理の甥にあたる。
地球物理学者の竹内均は坪井の弟子にあたる。故に竹内は寺田の孫弟子であるといえる。

## 著書

### 単著
- 『地球』（鉄塔書院 鉄塔科学叢書 1933年）
- 『重力』（岩波書店 岩波全書 1935年）
- 『地球の形』（日本数学物理学会 最新科学叢書1 1936年）
- 『岩波講座　物理学及ビ化学・重力の測定』（岩波書店 1939年）
- 『物理学実験12・地球物理及び天文学』（河出書房 1940年）
- 『地震の話』（岩波新書 1941年）
- 『新 地震の話』（岩波新書 1967年）
- 『数理のめがね』（岩波書店 1968年／ちくま学芸文庫 2020年）
- 『自然地理学・重力の測定』（地人書館 1970年）
- 『力学物語』（岩波書店 1970年）
- 『右と左』（サイエンス社 サイエンス叢書 1980年）

### 共著
- 『地球物理学』（岩波書店 岩波全書 1933年）
- 『地球天文事典』（平凡社 体系理科事典1 1958年）
- 『クラゲの数学・Si星人の化学』広中平祐、江沢洋共著、培風館、1985

### 編著
- 『地球物理学』（岩波書店 岩波全書 1949年）

### 訳書
- 『自然界における左と右』（マルティン・ガードナー、小島弘共訳　紀伊國屋書店 1971年）
  - 『自然界における左と右　新版』（マーティン・ガードナー、小島弘・藤井昭彦共訳　紀伊國屋書店 1992年／ちくま学芸文庫 上下、2021年）
- 『ファインマン物理学1 力学』（ファインマン、岩波書店 1967年、新版1986年ほか）